# FA Premier League 2017-18
La Premier League 2017–18 va ser la 26a edició de la Premier League, la principal lliga de futbol professional organitzada per clubs de futbol a Anglaterra. El calendari es va anunciar el 14 de juny de 2017. La competició va començar l'11 d'agost de 2017 i es va acabar el 13 de maig de 2018.
Wolverhampton Wanderers FC, Cardiff City, i Fulham van ser promoguts des del Football League Championship. Després de l'última temporada, Swansea City, Stoke City, i West Bromwich Albion van ser relegats.
Manchester City va guanyar la competició el 15 d'abril, el seu tercer títol de la Premier League i el seu cinquè títol en el futbol anglès.

## Equips
| Equip                  | Ubicació            | Entrenador            | Capità           | Estadi               | Capacitat |
| ---------------------- | ------------------- | --------------------- | ---------------- | -------------------- | --------- |
| AFC Bournemouth        | Bournemouth         | Eddie Howe            | Simon Francis    | Dean Court           | 11.464    |
| Arsenal FC             | Londres             | Arsène Wenger         | Per Mertesacker  | Emirates Stadium     | 60.432    |
| Brighton & Hove Albion | Brighton            | Chris Hughton         | Bruno            | Falmer Stadium       | 30.750    |
| Burnley                | Burnley             | Sean Dyche            | Tom Heaton       | Turf Moor            | 22.546    |
| Chelsea FC             | Londres             | Antonio Conte         | Gary Cahill      | Stamford Bridge      | 41.623    |
| Crystal Palace         | Londres             | Roy Hodgson           | Jason Puncheon   | Selhurst Park        | 26.309    |
| Everton                | Liverpool           | Sam Allardyce         | Phil Jagielka    | Goodison Park        | 39.572    |
| Huddersfield Town      | Huddersfield        | David Wagner          | Tommy Smith      | John Smith's Stadium | 24.500    |
| Leicester City         | Leicester           | Claude Puel           | Wes Morgan       | King Power Stadium   | 32.500    |
| Liverpool              | Liverpool           | Jürgen Klopp          | Jordan Henderson | Anfield              | 54.167    |
| Manchester City        | Manchester          | Pep Guardiola         | Vincent Kompany  | Etihad Stadium       | 55.097    |
| Manchester United      | Manchester          | José Mourinho         | Michael Carrick  | Old Trafford         | 76.100    |
| Newcastle United       | Newcastle upon Tyne | Rafael Benítez Maudes | Jamaal Lascelles | St. James' Park      | 52.354    |
| Southampton FC         | Southampton         | Mark Hughes           | Steven Davis     | St Mary's Stadium    | 32.689    |
| Stoke City             | Stoke-on-Trent      | Paul Lambert          | Ryan Shawcross   | Bet365 Stadium       | 28.383    |
| Swansea City           | Swansea             | Carlos Carvalhal      | Àngel Rangel     | Liberty Stadium      | 20.972    |
| Tottenham Hotspur FC   | Londres             | Mauricio Pochettino   | Hugo Lloris      | Wembley Stadium      | 90.000    |
| Watford                | Watford             | Xabi Gracia           | Troy Deeney      | Vicarage Road        | 21.977    |
| West Bromwich Albion   | West Bromwich       | Darren Moore          | Jonny Evans      | The Hawthorns        | 26.500    |
| West Ham United        | Londres             | David Moyes           | Mark Noble       | Olympic Stadium      | 60.010    |

## Resultats
| Pos | Equip                       | PJ | PG | PE | PP | GF  | GC | DG  | Pts | Classificació o descens                                    |
| --- | --------------------------- | -- | -- | -- | -- | --- | -- | --- | --- | ---------------------------------------------------------- |
| 1   | Manchester City FC (C)      | 38 | 32 | 4  | 2  | 106 | 27 | +79 | 100 | Classificació per la Fase de Grups de la Lliga de Campions |
| 2   | Manchester United FC        | 38 | 25 | 6  | 7  | 68  | 28 | +40 | 81  | Classificació per la Fase de Grups de la Lliga de Campions |
| 3   | Tottenham Hotspur FC        | 38 | 23 | 8  | 7  | 74  | 36 | +38 | 77  | Classificació per la Fase de Grups de la Lliga de Campions |
| 4   | Liverpool FC                | 38 | 21 | 12 | 5  | 84  | 38 | +46 | 75  | Classificació per la Fase de Grups de la Lliga de Campions |
| 5   | Chelsea FC                  | 38 | 21 | 7  | 10 | 62  | 38 | +24 | 70  | Classificació per la Fase de Grups de la Lliga Europa      |
| 6   | Arsenal FC                  | 38 | 19 | 6  | 13 | 74  | 51 | +23 | 63  | Classificació per la Fase de Grups de la Lliga Europa      |
| 7   | Burnley FC                  | 38 | 14 | 12 | 12 | 36  | 39 | −3  | 54  | Classificació per la segona ronda Lliga Europa de la UEFA  |
| 8   | Everton FC                  | 38 | 13 | 10 | 15 | 44  | 58 | −14 | 49  |                                                            |
| 9   | Leicester City FC           | 38 | 12 | 11 | 15 | 56  | 60 | −4  | 47  |                                                            |
| 10  | Newcastle United FC         | 38 | 12 | 8  | 18 | 39  | 47 | −8  | 44  |                                                            |
| 11  | Crystal Palace FC           | 38 | 11 | 11 | 16 | 45  | 55 | −10 | 44  |                                                            |
| 12  | AFC Bournemouth             | 38 | 11 | 11 | 16 | 45  | 61 | −16 | 44  |                                                            |
| 13  | West Ham United FC          | 38 | 10 | 12 | 16 | 48  | 68 | −20 | 42  |                                                            |
| 14  | Watford FC                  | 38 | 11 | 8  | 19 | 44  | 64 | −20 | 41  |                                                            |
| 15  | Brighton & Hove Albion FC   | 38 | 9  | 13 | 16 | 34  | 54 | −20 | 40  |                                                            |
| 16  | Huddersfield Town           | 38 | 9  | 10 | 19 | 28  | 58 | −30 | 37  |                                                            |
| 17  | Southampton FC              | 38 | 7  | 15 | 16 | 37  | 56 | −19 | 36  |                                                            |
| 18  | Swansea City AFC (R)        | 38 | 8  | 9  | 21 | 28  | 56 | −28 | 33  | Descens al Football League Championship                    |
| 19  | Stoke City FC (R)           | 38 | 7  | 12 | 19 | 35  | 68 | −33 | 33  | Descens al Football League Championship                    |
| 20  | West Bromwich Albion FC (R) | 38 | 6  | 13 | 19 | 31  | 56 | −25 | 31  | Descens al Football League Championship                    |

## Estadístiques

### Golejadors
| Ranquing | Jugador             | Equip                  | Gols |
| -------- | ------------------- | ---------------------- | ---- |
| 1        | Mohamed Salah       | Liverpool              | 32   |
| 2        | Harry Kane          | Tottenham Hotspur      | 30   |
| 3        | Sergio Agüero       | Manchester City        | 21   |
| 4        | Jamie Vardy         | Leicester City         | 20   |
| 5        | Raheem Sterling     | Manchester City        | 18   |
| 6        | Romelu Lukaku       | Manchester United      | 16   |
| 7        | Roberto Firmino     | Liverpool              | 15   |
| 8        | Alexandre Lacazette | Arsenal                | 14   |
| 9        | Gabriel Jesus       | Manchester City        | 13   |
| 10       | Eden Hazard         | Chelsea                | 12   |
| 10       | Riyad Mahrez        | Leicester City         | 12   |
| 10       | Son Heung-min       | Tottenham Hotspur      | 12   |
| 10       | Glenn Murray        | Brighton & Hove Albion | 12   |

### Porteries a zero
| Posició | Jugador               | Club                   | Vegades |
| ------- | --------------------- | ---------------------- | ------- |
| 1       | David de Gea Quintana | Manchester United      | 18      |
| 2       | Ederson               | Manchester City        | 16      |
| 3       | Thibaut Courtois      | Chelsea                | 15      |
| 3       | Hugo Lloris           | Tottenham Hotspur      | 15      |
| 5       | Nick Pope             | Burnley                | 11      |
| 5       | Petr Čech             | Arsenal                | 11      |
| 7       | Ben Foster            | West Bromwich Albion   | 10      |
| 7       | Jordan Pickford       | Everton                | 10      |
| 7       | Jonas Lössl           | Huddersfield Town      | 10      |
| 7       | Mathew Ryan           | Brighton & Hove Albion | 10      |

## Premis
| Month    | Entrenador del mes | Entrenador del mes     | Jugador del mes | Jugador del mes      | Millor gol del mes | Millor gol del mes   | Referències          |
| Month    | Entrenador         | Club                   | Jugador         | Club                 | Jugador            | Club                 | Referències          |
| -------- | ------------------ | ---------------------- | --------------- | -------------------- | ------------------ | -------------------- | -------------------- |
| Agost    | David Wagner       | Huddersfield Town      | Sadio Mané      | Liverpool FC         | Charlie Daniels    | Bournemouth          | [ 6 ] [ 7 ] [ 8 ]    |
| Setembre | Pep Guardiola      | Manchester City        | Harry Kane      | Tottenham Hotspur FC | Antonio Valencia   | Manchester United    | [ 9 ] [ 10 ] [ 11 ]  |
| Octubre  | Pep Guardiola      | Manchester City        | Leroy Sané      | Manchester City FC   | Sofiane Boufal     | Southampton          | [ 12 ] [ 13 ] [ 14 ] |
| Novembre | Pep Guardiola      | Manchester City        | Mohamed Salah   | Liverpool            | Wayne Rooney       | Everton              | [ 15 ] [ 16 ] [ 17 ] |
| Desembre | Pep Guardiola      | Manchester City        | Harry Kane      | Tottenham Hotspur FC | Jermain Defoe      | Bournemouth          | [ 18 ] [ 19 ] [ 20 ] |
| Gener    | Eddie Howe         | Bournemouth            | Sergio Agüero   | Manchester City FC   | Willian            | Chelsea FC           | [ 21 ] [ 22 ] [ 23 ] |
| Febrer   | Chris Hughton      | Brighton & Hove Albion | Mohamed Salah   | Liverpool            | Victor Wanyama     | Tottenham Hotspur FC | [ 24 ] [ 25 ] [ 26 ] |
| Març     | Sean Dyche         | Burnley                | Mohamed Salah   | Liverpool            | Jamie Vardy        | Leicester City       | [ 27 ] [ 28 ] [ 29 ] |
| Abril    | Darren Moore       | West Bromwich Albion   | Wilfried Zaha   | Crystal Palace       | Christian Eriksen  | Tottenham Hotspur FC |                      |

### Premis anuals

#### PFA Equip de l'Any
El PFA Equip de l'Any va ser:
- Porter: David de Gea (Manchester United)
- Defensa: Kyle Walker (Manchester City), Nicolás Otamendi (Manchester City), Jan Vertonghen (Tottenham Hotspur), Marcos Alonso (Chelsea)
- Migcampistes: David Silva (Manchester City), Christian Eriksen (Tottenham Hotspur), Kevin De Bruyne (Manchester City)
- Davanters: Mohamed Salah (Liverpool), Harry Kane (Tottenham Hotspur), Sergio Agüero (Manchester City)

#### PFA Jugador de l'Any
El Jugador de l'Any va ser Mohamed Salah.

#### PFA Young Player of the Year
El Jove Jugador de l'Any Leroy Sané.